# Badenia

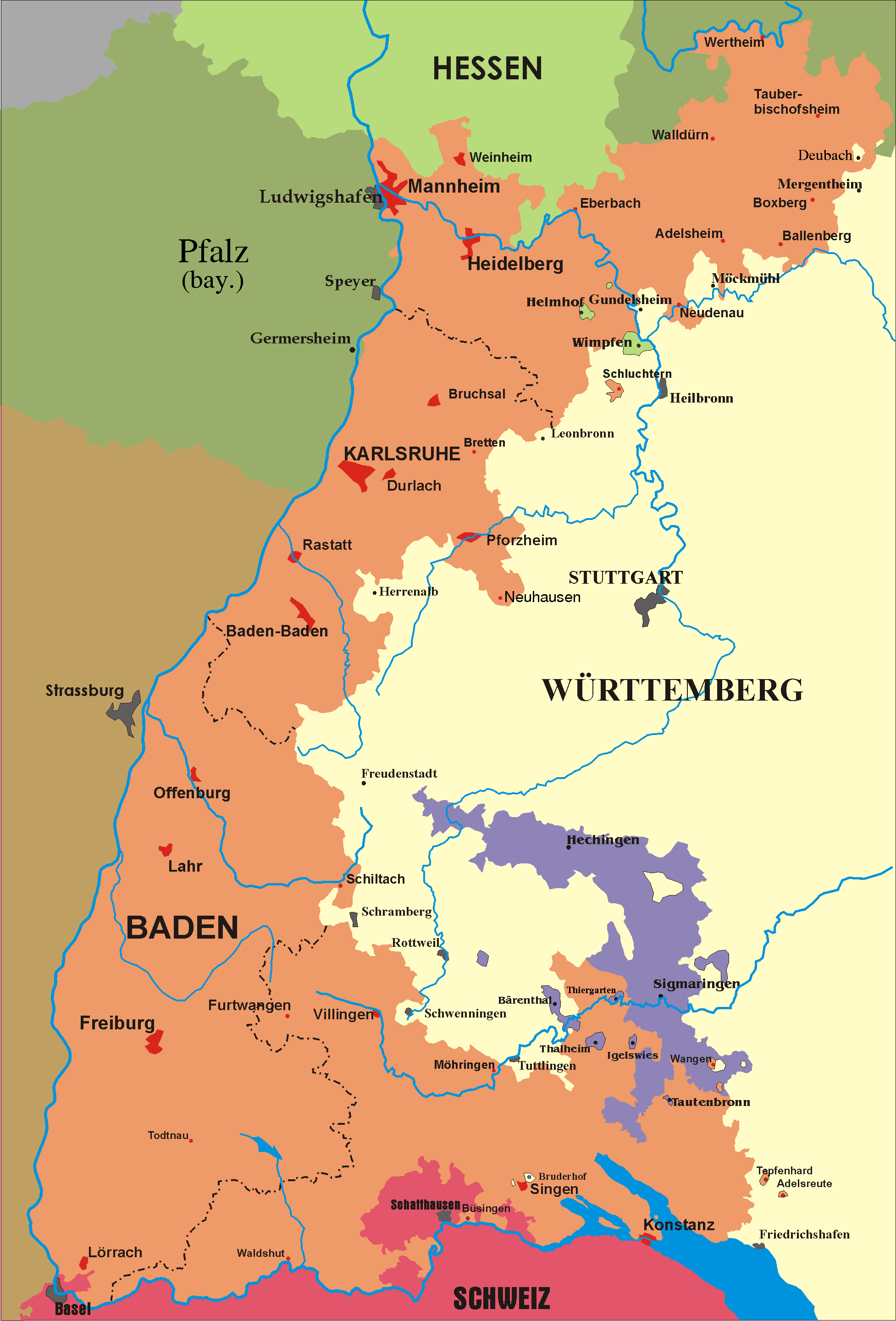
Badenia w latach 1806–1945

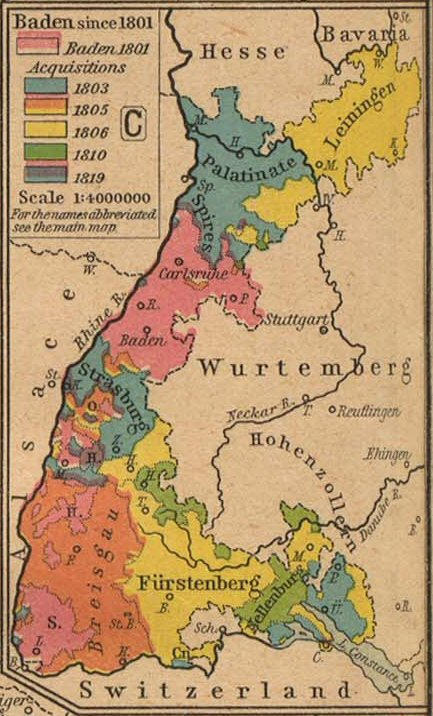
Nabytki terytorialne Badenii w latach 1803–1819

Badenia (niem. Baden) – kraina historyczna w południowo-zachodniej części Niemiec. Od 1951 roku wchodzi w skład kraju związkowego Badenia-Wirtembergia.
Od XI wieku posiadłość rodu Zähringen, od 1112 r. margrabstwo (Markgrafschaft Baden). Przez małżeństwa, kupno i wymiany, niewielkie początkowo margrabstwo poszerzyło swe terytorium, uległo jednak od XIV w. podziałom dynastycznym. W wyniku sankcji pragmatycznej w 1515 r. nastąpił podział na Dolną Badenię i Górną Badenię (Baden-Durlach i Baden-Baden). Podział utrzymał się do 1771 r.
W okresie napoleońskim (1803–1810) Badenia powiększyła swe posiadłości (z 3,5 tys. km² do 11,5 tys. km²), m.in. o ziemie Palatynatu położone na prawym brzegu Renu (w 1803) i Bryzgowię (w 1806). W 1806 r. uzyskała dla panującego tytuł wielkiego księcia. W latach 1806–1813 należała do Związku Reńskiego, a w latach 1815–1866 do Związku Niemieckiego. Na kongresie wiedeńskim Wielkie Księstwo Badenii zabezpieczyło swoje nabytki w Bryzgowii i Palatynacie przed roszczeniami Austrii i Bawarii.
22 sierpnia 1818 otrzymała od wielkiego księcia liberalną konstytucję. W 1835 r. przystąpiła do Niemieckiego Związku Celnego.
W okresie Wiosny Ludów Badenia stanowiła główny ośrodek niemieckiego ruchu liberalnego. W latach 1848–1849 dwukrotnie przeszła rewolucję. W 1849 r. wielki książę opuścił kraj i wezwał na pomoc wojska pruskie. Nieudolność głównodowodzącego armią powstańczą (Franz Sigel) spowodowała, że Tymczasowy Rząd Badenii powołał na jego miejsce Polaka Ludwika Mierosławskiego. Brak koordynacji między armiami Badenii i sąsiedniego Palatynatu, a także zdobycie 23 sierpnia 1849 głównego punktu oporu powstańców w Rastatt przesądziły o losach kampanii. W wyniku represji po upadku powstania ponad 80 tys. mieszkańców Badenii było zmuszonych opuścić kraj.
W 1866 r. Badenia walczyła po stronie Austrii przeciw Prusom, a po klęsce Austrii wystąpiła ze Związku Niemieckiego. W 1871 r. weszła w skład Cesarstwa Niemieckiego.
Po I wojnie światowej, w listopadzie 1918 roku, abdykował ostatni wielki książę Fryderyk II, a Badenię ogłoszono republiką (konstytucja z 21 marca 1919). Ostatni następca tronu Badenii ks. Max von Baden był też ostatnim kanclerzem II Rzeszy. W Republice Weimarskiej i w III Rzeszy Badenia stanowiła do 1945 r. kraj związkowy.
Po II wojnie światowej była początkowo podzielona między strefy okupacyjne amerykańską i francuską. Z terytoriów okupowanych przez wojska francuskie utworzono kraj Badenia ze stolicą we Fryburgu, określany często jako Badenia Południowa, zaś położone na północy kraju terytoria pod okupacją amerykańską weszły w skład Wirtembergii-Badenii ze stolicą w wirtemberskim Stuttgarcie.
Po utworzeniu Republiki Federalnej Niemiec w 1949 r. zorganizowano referenda, na mocy których Badenia Południowa wraz z Wirtembergią-Badenią i Wirtembergią-Hohenzollern weszły w kwietniu 1952 w skład nowego kraju Badenia-Wirtembergia.